# Полівецька загальноосвітня школа
Полівецька загальноосвітня школа I—II ступенів — навчальний заклад у селі Полівці Чортківського району Тернопільської області.

## Історія
Діяла 2-класна школа з українською мовою навчання, за Польщі році 4-класна утраквістична (двомовна).
У 1961 році керівництво колгоспу «Прогрес» і жителі села Полівці почали будівництво школи власним коштами.
У 1963 році силами колгоспу і жителів села побудовано перший поверх. Через брак коштів будівництво призупинилося. У 1965 році будівництво школи включили в план за рахунок державних капіталовкладень. У 1968 році будівництво школи завершили.
У 1969 році перед школою висадили туї, фруктові дерева, з правої сторони, вздовж центральної дороги році[джерело?] каштани. У 1987 році перенесено їдальню із старого корпусу в приміщення нової школи. 
У 2002 році школу газифікували, побудували нову котельню. У 2008 році школа відсвяткувала своє 40-річчя.

## Гуртки та секції
Для розвитку і вдосконалення учнів у школі діють гуртки та секції:
- Туристсько-краєзнавчий;
- Художньо-естетичний.

## Сучасність
У 7 класах школи навчається 51 учнів, у школі викладають англійську та німецьку мови.

## Педагогічний колектив
Педагогічний колектив складається з 13 педагога.
Директори
- М. В. Фльорков
- Ігор Богданович Стасишин (від ?)

## Відомі випускники
- Богдан Гінка (нар. 1950) — педагог, науковець, громадський діяч.
- Мирослав Мотюк (нар. 1950) — лікар, правник, господарник, громадський діяч.
- Ісидор Нагаєвський (1908—1989) — учасник національно-визвольних змагань, провідний спеціаліст із виготовлення ракетної зброї у департаменті оборони США, декан Нью-Йоркського університету, автор наукових праць;
- о. Василь Погорецький (нар. 1954) — доктор теологічних і кандидат історичних наук, публіцист, літератор.
- Володимир Погорецький (нар. 1967) — письменник, редактор, громадський діяч.
- Нестор Чир (1938—1944) — поет, публіцист, нафтовик (переселений у 1945 році разом із сім'єю на Тернопільщину під час депортації українців з Польщі та поляків з України).

Але крім відомих випускників, у школі є ще багато інших випускників, про яких також не варто забувати.